# Crooks (Band)
Crooks (Eigenbezeichnung Crooks UK) ist eine 2009 gegründete Post-Hardcore-Band aus Cheltenham, Vereinigtes Königreich.

## Geschichte
Crooks wurde im Jahr 2009 in Cheltenham gegründet und besteht nach mehreren Besetzungswechseln aus dem Sänger Josh Rogers, den beiden Gitarristen Alex Pay und Oli Bendall, dem Bassisten Jacob Dutton-Keen und dem Schlagzeuger Jack Batchelor.
Am 2. März 2012 wurde mit Nevermore eine EP mit vier Stücken in Eigenproduktion veröffentlicht. Eine weitere EP mit zwei Titeln wurde am 14. Juli 2014 unter dem Namen Still über das Plattenlabel Venn Records herausgegeben. Am 9. April 2015 nahm Headphone Music, das Tochterunternehmen der Plattenfirma Equal Vision Records, die Gruppe unter Vertrag und veröffentlichte am 30. Oktober gleichen Jahres das Debütalbum Are We All the Same Distance Apart über das Label.
Zwischen Oktober und November 2015 war die Gruppe im Vorprogramm für Palisades und Headliner Our Last Night auf deren Younger Dreams Europe Tour zu sehen. Die Tour startete in Russland, mit Stationen in Belarus, Deutschland sowie Ungarn und endete in Belgien. Im Februar 2016 absolviert die Gruppe drei Konzerte mit Glassjaw im Vorprogramm von Coheed and Cambria. Direkt im Anschluss spielt die Gruppe ihre erste Headliner-Europatour mit Boston Manor im Vorprogramm. In ihrer Karriere spielte die Band bereits mit Mallory Knox, Your Demise, Marmozets, Transit, Gallows und Hands Like Houses.

## Diskografie
- 2. März 2012: Nevermore (EP, Eigenproduktion)
- 14. Juli 2014: Still (EP, Venn Records)
- 30. Oktober 2015: Are We All the Same Distance Apart (Album, Headphone Music)